# Нуарон
Нуаро́н (фр. Noiron) — коммуна во Франции, находится в регионе Франш-Конте. Департамент — Верхняя Сона. Входит в состав кантона Гре. Округ коммуны — Везуль.
Код INSEE коммуны — 70389.

## География
Коммуна расположена приблизительно в 300 км к юго-востоку от Парижа, в 34 км северо-западнее Безансона, в 50 км к юго-западу от Везуля.
По территории коммуны протекает река Тениз (фр. Tenise). Больше половины территории коммуны покрыто лесами.

## Население
Население коммуны на 2010 год составляло 64 человека.
| 1962 | 1968 | 1975 | 1982 | 1990 | 1999 | 2010 |
| ---- | ---- | ---- | ---- | ---- | ---- | ---- |
| 53   | 55   | 57   | 65   | 65   | 50   | 64   |

## Администрация
| Период | Период | Фамилия          | Партия | Примечания |
| ------ | ------ | ---------------- | ------ | ---------- |
| 2001   | 2006   | Пьер Бертье      |        |            |
| 2006   | 2008   | Ив Декайо        |        |            |
| 2008   | 2014   | Марьель Жанмужен |        |            |

## Экономика
В 2010 году среди 39 человек трудоспособного возраста (15—64 лет) 33 были экономически активными, 6 — неактивными (показатель активности — 84,6 %, в 1999 году было 68,4 %). Из 33 активных жителей работали 32 человека (19 мужчин и 13 женщин), безработной была 1 женщина. Среди 6 неактивных 1 человек был учеником или студентом, 1 — пенсионером, 4 были неактивными по другим причинам.

## Фотогалерея
- Замок Нуарон
- Карта коммуны